# Bukkófélék

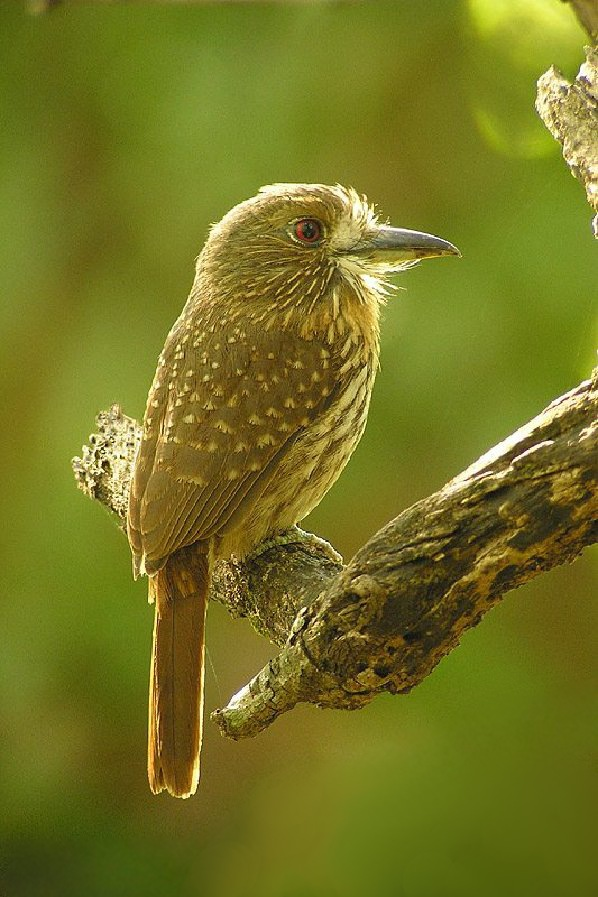
Bajszos bukkó (Malacoptila panamensis)

A bukkófélék (Bucconidae) a madarak (Aves) osztályának és a harkályalakúak (Piciformes) rendjének egyik családja.
Ebbe a családba jelenleg 38 élő faj tartozik.

## Rendszertani besorolásuk és kifejlődésük
Ezt a madárcsaládot, azaz a Bucconidae nevű családi szintű taxont, 1821-ben, Thomas Horsfield amerikai orvos és természettudós alkotta meg. 1930-ban, Alexander Wetmore amerikai ornitológus és paleontológus, az „A Systematic Classification for the Birds of the World” című művében, ezt a madárcsaládot a harkályalakúak rendjébe helyezte be; a bukkófélék elhelyezkedése e renden belül megváltozott 1951-ben és 1960-ban. A bukkófélék és a rokon jakamárfélék (Galbulidae) harkályalakúak közé való besorolása megkérdőjelezett volt, mivel csontozatilag és izomzatilag, nem a harkályokra hasonlítanak, hanem inkább a harkályok legközelebbi rokonaira, a szalakótaalakúakra (Coraciiformes). Azonban a 2003-ban végzett sejtmag DNS-vizsgálatok (nDNA) azt mutatták, hogy a bukkók és a jakamárok a Galbuli alrendbe tömörülve, testvércsoportja, a többi harkályalakút összefoglaló Pici alrenddel; továbbá az a tulajdonságuk, melyben két ujjuk előre- és kettő hátranéz, már a két csoport különválása előtt ki volt alakulva. Per Ericsonnak és társainak a genom DNS-vizsgálatai (gDNA), megerősítették ezt a tényt. 1990-ben, Sibley és Ahlquist azt javasolták, hogy a Galbuli alrendet, Galbuliformes néven rendi szintre kéne emelni; egyesek ezt a rendszerezést követik.
2004-ben, a molekuláris kutatások azt mutatták, hogy a Nonnula-fajok, körülbelül 25 millió éve váltak le a többi bukkófélék közös őseiről. Ezeket követték, a Malacoptila nembéli madarak, körülbelül 19,1 millió évvel ezelőtt. A wyomingi Lincoln megyében a kutatók rábukkantak egy kora eocén korszaki, fosszilis szárnyra, melyet először ősbukkófélének véltek, és elnevezték Primobucco mcgrewinak. Azonban 2010-ben, ugyanehhez a fajhoz tartozó 12 darab teljesebb csontváz is előkerült; ezeknek tanulmányozása bebizonyította, hogy ez a régen kihalt madár nem egy ősbukkófaj, hanem inkább egy kezdetleges szalakótaféle (Coraciidae).

## Előfordulásuk
A bukkófélék az alföldek erdeiben és az Amazonas medencéjének erdős területein, kisebb számban északra Dél-Mexikóig és délre Paraguayig fellelhetők. A bukkóféléket nehéz megfigyelni, és nincs megbízható adat állományaik létszámáról. Mindazonáltal az elterjedési területükön élő többi madárhoz hasonlóan őket is veszélyezteti élőhelyük pusztulása.

## Megjelenésük
Ezek a madarak fajtól függően 13-30 centiméter hosszúak és 30-90 gramm a testtömegük. A fajok nagyon különböző színezetűek lehetnek. A bukkófélékre jellemző, hogy nagy a fejük és rövid, zömök a testük. Csőrük is nagy, egyes fajoké hajlott. Kivételes jelenség a jó testfelépítésű, kis fejű fecskebukkó (Chelidoptera tenebrosa). Két-két előre- illetve hátranyúló lábujjuk a harkállyal való rokonságra utal.

## Életmódjuk
A bukkófélék leginkább magányosan, néha csapatokban élnek. Táplálékuk rovarok és kisebb gyíkok. Zsákmányaikat egy faágról lesik meg, itt órákig is ülhetnek mozdulatlanul.

## Szaporodásuk
A költési időszak általában az év első felében van. A fészekalj 2-3 fehér, kerek tojásból áll. A tojásokat, egyes fajok, a talajba vájt üregekbe, míg mások a termeszvárakba rakják. A kotlás időtartama nem ismert, de mindkét szülő szerepet vállal benne. A fiatal madarak 20-30 naposan repülnek ki.

## Rendszerezés
A családba az alábbi 10 nem tartozik:
- Bucco Brisson, 1760 – 4 faj
- Chelidoptera Gould, 1837 – 1 faj
- Hapaloptila P. L. Sclater, 1881 – 1 faj
- Hypnelus Cabanis & Heine, 1863 – 2 faj
- Malacoptila G. R. Gray, 1841 – 7 faj
- Micromonacha P. L. Sclater, 1881 – 1 faj
- Monasa Vieillot, 1816 – 4 faj
- Nonnula P. L. Sclater, 1854 – 6 faj
- Notharchus Cabanis & Heine, 1863 – 6 faj
- Nystalus Cabanis & Heine, 1863 – 6 faj

### Fordítás
- Ez a szócikk részben vagy egészben  a   Puffbird című angol Wikipédia-szócikk ezen változatának fordításán alapul.  Az eredeti cikk szerkesztőit annak laptörténete sorolja fel. Ez a jelzés csupán a megfogalmazás eredetét és a szerzői jogokat jelzi, nem szolgál a cikkben szereplő információk forrásmegjelöléseként.